# Vandenhoeck & Ruprecht

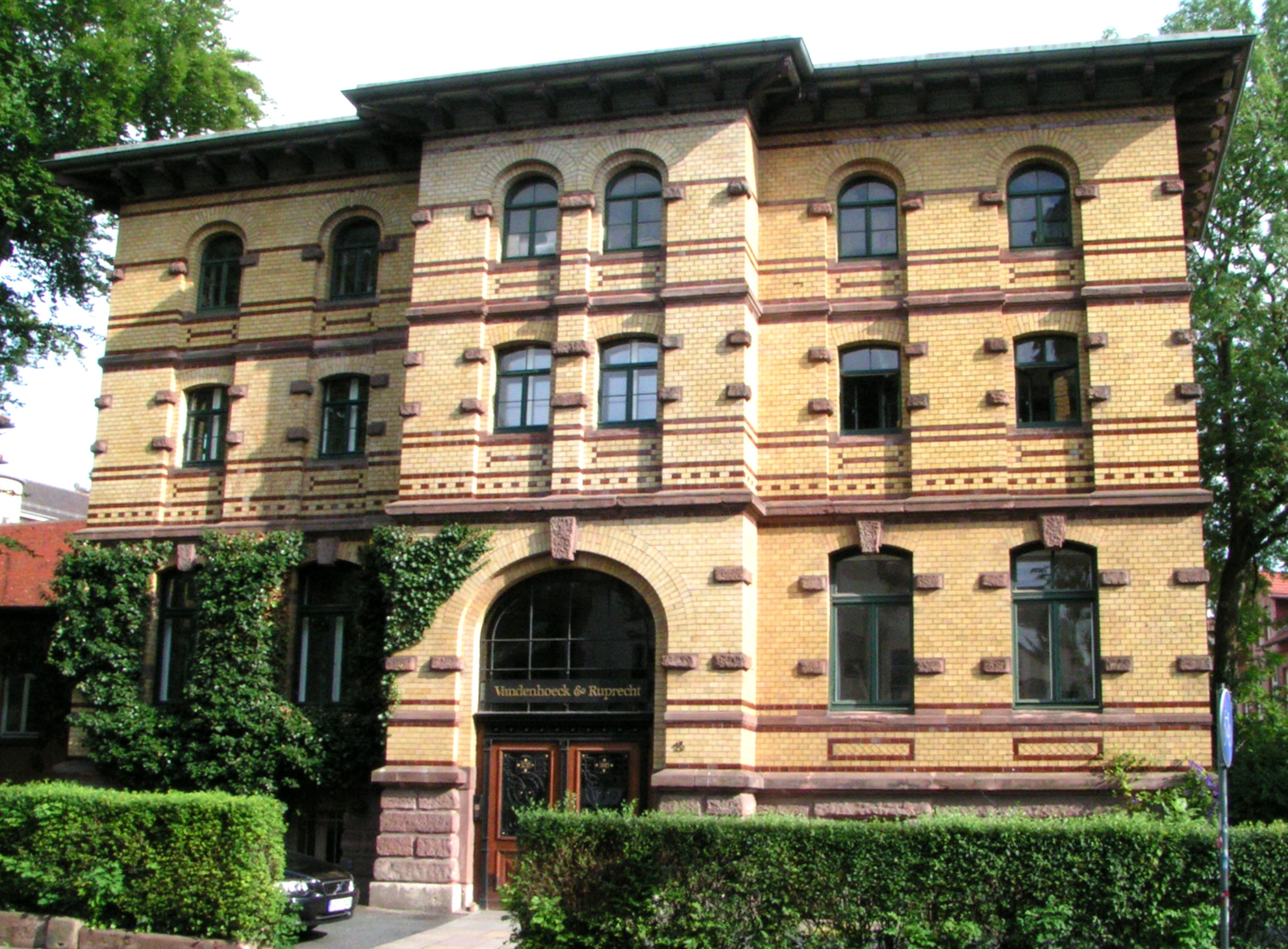
Gebäude des Verlages in Göttingen in der Theaterstraße

Vandenhoeck & Ruprecht (V&R) ist ein Verlag mit Sitz in Göttingen, der hauptsächlich wissenschaftliche Literatur publiziert. Seit dem 1. März 2021 gehört der Verlag zur niederländischen Verlagsgruppe Brill (seit 2024 De Gruyter Brill).

## Geschichte
Der Verlag wurde am 13. Februar 1735 von Abraham Vandenhoeck gegründet – in engem Zusammenhang zur Eröffnung der Universität Göttingen. Nach 1750 führte seine Witwe Anna Vandenhoeck (1709–1787) den Verlag weiter, später gemeinsam mit Carl Friedrich Günther Ruprecht (1730–1816), der 1748 als Lehrling in den Verlag eingetreten war.
1787 starb Anna Vandenhoeck, und C. F. G. Ruprecht erbte die Firma mit finanziellen Auflagen. Bis zu seinem Tod im Jahr 1816 leitete er den Verlag. Dann übernahmen sein Sohn Carl August Adolf Ruprecht (1791–1861) und sein Schwiegersohn Justus Friedrich Danckwerts (1779–1841) die Firma. Ab 1929 leitete Günther Ruprecht das Unternehmen. Bis in die siebte Generation blieb die Geschäftsführung durchgehend in den Händen der Familie Ruprecht, die bis 2021 Alleingesellschafterin der Firma war.
Als klassische Kerngebiete seiner Veröffentlichungen bezeichnet der Verlag die Themenbereiche Theologie und Religion, Geschichtswissenschaft, Altertumswissenschaft, Philosophie, Philologien sowie Psychologie, Psychotherapie und Beratung. Das heutige Angebot umfasst zudem auch Schulbücher und nicht-akademische Literatur.
1935 übertrug die Akademie der Wissenschaften zu Göttingen Vandenhoeck & Ruprecht ihre Veröffentlichungen. Abhandlungen und Nachrichten der Akademie erschienen bis 2007 im Verlag; die Göttingischen Gelehrten Anzeigen, die älteste wissenschaftliche Zeitschrift des deutschen Sprachgebietes, werden weiterhin dort veröffentlicht.
Während der Zeit des Nationalsozialismus gab der Verlagsleiter Günther Ruprecht bei V&R die Zeitschrift Junge Kirche heraus, das Sprachrohr der Bekennenden Kirche. 1941 wurde die Junge Kirche verboten; ab 1942 erfolgte für alle Verlage eine Zwangsbewirtschaftung von Papier. Dadurch musste sich der Verlag für die restliche Zeit des Zweiten Weltkriegs auf philologische und naturwissenschaftliche Titel sowie Schulbücher beschränken. In der Nachkriegszeit wurde V&R wieder ein umfassender Universitätsverlag.
Anfang 2003 hat Vandenhoeck & Ruprecht für die besonderen Anforderungen hoch spezialisierter wissenschaftlicher Arbeiten den Tochterverlag V&R unipress gegründet.
Im Mai 2010 eröffnete Vandenhoeck & Ruprecht eine US-amerikanische Niederlassung in Bristol (Connecticut) (Vandenhoeck & Ruprecht LLC). Mit ihr stärkt der Verlag seinen Kundenservice in den USA und garantiert die schnelle Verfügbarkeit der Titel sowie die Präsenz auf allen relevanten amerikanischen Kongressen.
Am 4. Juli 2011 wurde das rund 4000 Aktenordner umfassende Archiv des Verlags an die Staatsbibliothek zu Berlin übergeben.
Im Juli 2016 wurde bekannt, dass im September das wissenschaftlich-theologische Programm Neukirchener Theologie der Neukirchener Verlagsgesellschaft an Vandenhoeck & Ruprecht verkauft wird. Ebenso wurde Anfang 2017 der Böhlau Verlag übernommen. Die Marke Böhlau soll als Imprint erhalten bleiben. Im Januar 2018 wurde überdies der Verlag Antike übernommen.
Am 1. März 2021 wurde bekannt, dass „sämtliche Inhalte“ der Vandenhoeck & Ruprecht Verlage von dem niederländischen Wissenschaftsverlag Brill übernommen werden; Verlagssitz bleibt Göttingen, wobei im Herbst 2022 das Verlagsgebäude in der Theaterstraße aufgegeben wurde und der Verlag vollständig in die Gebäude an der Robert-Bosch-Breite umzog.